# Йон (митология)
Йон (на старогръцки: Ἴων; Ἴωνος; Iôn; Ion) в древногръцката митология е прародителят на йонийския народ.
Йон е споменат като такъв за пръв път от Хезиод (frg. 1(28) като внук на Елин, син на Ксут и Креуза и брат на Ахей.
Според Еврипид в трагедията му „Ион“ (от 414 – 412 пр.н.е.) той е син на Аполон и Креуза, дъщерята на Ерехтей. След раждането му майка му го изоставя, но по нареждане на бащата на Хермес е заведен в Делфи и там като намерено дете е възпитан като оракул.